# Ferdinand von Blumfeld
Ferdinand von Blumfeld (3. listopadu 1836 Maribor – 13. března 1902 Vídeň), též Ferdinand Florentin von Blumfeld, byl rakousko-uherský, respektive předlitavský právník a státní úředník, koncem 19. století dvakrát krátce ministr zemědělství Předlitavska.

## Život

### Mládí a úřednická kariéra
Narodil se 3. listopadu 1836 ve městě Marburg ve Štýrsku (dnes Maribor ve Slovinsku). Absolvoval Tereziánskou akademii a roku 1862 získal titul doktora práv.
V roce 1858 nastoupil do zaměstnání jako auskultant (justiční čekatel) u zemských soudů ve Vídni, odkud přešel r. 1861 jako praktikant na dolnorakouskou finanční prokuraturu, r. 1864 jako adjunkt na ministerstvo obchodu a po roce 1866 jako ministerský koncipista na železniční oddělení a předsednictvo vlády.
Když se počátkem roku 1868 vyčlenilo samostatné ministerstvo zemědělství (orby), podílel se Blumfeld jako prezidiální sekretář na jeho organizaci. Poté, co toto ministerstvo převzalo roku 1872 od ministerstva financí správu státních statků, dostal Blumfeld za úkol starat se o právní a administrativní agendu s tím spojenou. 21. května 1874 získal titul ministerského rady. 29. dubna 1886 byl jmenován sekčním šéfem (odborovým přednostou).
Na jaře 1888 mu byla postupně svěřena kontrola záležitostí předsednické kanceláře ministerstva, přímá a nepřímá podpora zemědělství (výstavy, dotace, vzdělání a zkoušky) a statistika.

### Ministrem
Ministrem se stal nejprve od 19. června 1895 do 30. září 1895 jako sekční šéf ministerstva a provizorní správce rezortu ve vládě Ericha Kielmansegga. Opětovně se členem vlády stal ve vládě Manfreda Clary-Aldringena. Tentokrát post zastával v období 21. prosince 1899 – 18. ledna 1900, opětovně coby provizorní správce rezortu, na který nastoupil coby sekční šéf ministerstva.
Zemřel 13. března 1902 ve Vídni, pohřben byl na centrálním hřbitově.

## Ocenění
Za pracovní zásluhy mu byl roku 1870 udělen Řád železné koruny III. třídy a v červnu 1889 tentýž řád II. třídy. 10. dubna 1893 byl jmenován tajným radou. V roce 1887 získal záslužný řád velkovévody toskánského.